# Побег из дворца
«Побег из дворца» — советский художественный фильм 1975 года, снятый режиссёрами Николаем Малецким и Владимиром Попковым на Киностудии им. О. Довженко.
Премьера фильма состоялась в январе 1977 года.

## Сюжет
Действие фильма происходит в 1930-х годах. Воспитанники харьковского Дома пионеров, которые недавно стали пионерами, мечтают о заморских путешествиях в разные экзотические страны. Однако, шансов у них на реализацию своего плана нет, и всё же друзья решаются на побег из родных мест.

## В ролях
- Надежда Смирнова — Галка
- Александр Даруга — Илья
- Алексей Белов — Сенько
- Игорь Меркулов — Михалыч
- Борис Дороженко — Малеша
- Константин Степанков — Слава Семечкина
- Марина Лебеденко — Олечка, юная балерина
- Владимир Конкин — Револьд Слонов / Петька Муха
- Роман Ткачук — Тарас Тарасович
- Ирина Лаврентьева — мать Сеньки
- Пётр Довгаль — дедушка Сеньки
- Борислав Брондуков — отец Михалыча
- Константин Степанков — учитель
- Виктор Панченко — милиционер
- Александр Толстых — железнодорожник
- Александр Мовчан — капитан Арктики

## Съёмочная группа
- Режиссёры-постановщики — Николай Малецкий , Владимир Попков
- Сценарист — Аркадий Инин
- Оператор-постановщик — Владимир Давыдов
- Композитор — Марк Карминский
- Художники-постановщики — Василий Бескровный, Алексей Бобровников